# Забавни парк
Забавни парк име је скуп забавних садржаја, различитих забавних активности на једној локацији за забаву већег броја људи. Забавни парк је много сложенији од игралишта или градског парка, јер има садржаје које нису циљани на само уске старосне групе, него за све узрасте. Тематски парк је врста забавног парка који своје структуре и атракције темељи на средишњој теми, и често садржи више подручја са различитим темама. За разлику од привремених и мобилних забава и карневала, забавни паркови су непомични и изграђени за дуготрајан рад. Док забавни паркови често садрже тематска подручја, тематски паркови стављају већи фокус са комплексно дизајнираним темама са средиштем на одређеном предмету или групи предмета.
Забавни паркови развијали су се из европских сајмова, башта за забаву и великих простора за пикник, који су створени за рекреацију људи. Светски сајмови и друге врсте међународних изложби такође су утицали на појаву индустрије забавних паркова. Језеро Компунс отворено је 1846. године и сматра се најстаријим забавним парком који непрестано делује у Северној Америци. Први тематски паркови појавили су се средином двадесетог века са отварањем Земље Деда Мраза 1946. године, Сантине радионице 1949. године и Дизниленда 1955. године.

## Историја
Историја данашњих великих забавних паркова били су средњовековни сајмови који су трајали по неколико дана, са атракцијама тадашњег времена; приказивањем реликвија и чуда из живота светаца, егзотичним животињама и сличним стварима. Сајмови су уз неке нове видове забаве (путујућа позоришта, циркуси, акробати и снагатори) остали места забаве све до почетка 19 века, а негде и до половине 20. века.
Прави процват забавни паркови доживели су крајем 19. века, а подстицај су им биле прве светске изложбе које су привукле огроман број посетиоца. Тако је након Светске изложбе у Бечу 1873. године. на истом простору израстао забавни парк Пратер, са рингишпилима, стрељанама и сличним ондашњим великим атракцијама.
Након Светске изложбе одржане у Чикагу 1893. године, кад је као атракција изложена велика вртешка, кренуо је талас оснивања забавних паркова, чију су изградњу финансирале тролејбуске компаније како би повећале број путника викендом. Најпознатији парк из тог вемена био је онај на њујоршком Кони Ајланду.
Након Другог светског рата и изградње првог Дизниленда, почела је права трка у изградњи што већих и што скупљих паркова, јер су једино они могли задовољити укус све избирљивије и размаженије публике. Неки примери: Дизниленд Париз, Ефтелинг, Гардаланд.

### Златно доба
Током позлаћеног доба, многи Американци су почели да раде мањи број сати и имали су више расположивих прихода. Са новопронађеним новцем и временом за слободне активности, Американци су тражили нова места за забаву. Забавни паркови, постављени изван већих градова иу руралним подручјима, појавили су се како би испунили ову нову економску прилику. Ови паркови су служили као извор фантазије и бекства од стварног живота. До раних 1900-их, стотине забавних паркова је радило у Сједињеним Државама и Канади. Мобилни паркови стајали су испред многих градова. Паркови као што су Понс де Леон у Атланти и Идора Парк, у близини Јангстауна, Охајо, водили су путнике на традиционално популарна излетишта, која су до касних 1890-их такође често укључивала вожње као што су Гиганткси Свинг, Каросел и Шут-ди-чутс. Ови забавни паркови су се често заснивали на национално познатим парковима или светским сајмовима: имали су имена као што су Кони Ајленд, Вајт Сити, Луна Парк или Дримленд. Америчко позлаћено доба је, заправо, било златно доба забавних паркова које је владало до касних 1920-их.
Златно доба забавних паркова укључивало је и појаву дечијег парка. Основан 1925. године, оригинални Киди Парк налази се у Сан Антонију у Тексасу и још увек је у функцији. Дечији паркови су постали популарни широм Америке после Другог светског рата.
У овој ери су се развиле нове иновације у ролеркостерима које су укључивале екстремне падове и брзине да би одушевили возаче. До краја Првог светског рата, чинило се да су људи желели још узбудљивију забаву, потребу коју су задовољили ролеркостери. Иако је развој аутомобила дао људима више могућности за задовољење њихових потреба за забавом, забавни паркови након рата су и даље били успешни, док су урбани забавни паркови забележили пад посећености. Двадесете године прошлог века су више познате као златно доба ролеркостера, јер су деценија френетичне изградње ових конструкција.

## Други типови забавних паркова

### Образовни тематски паркови
Неки паркови користе вожње и атракције у образовне сврхе. Дизни је био први који је успешно отворио велики тематски парк изграђен за образовне сврхе. Назван Епкот, отворен је 1982. године као други парк у Светском одмаралишту Валт Дизни. Постоје паркови Света земља САД и Искуство Свете земље, који су тематски паркови изграђени ради надахњивања хришћанске побожности. Диносауруски свет пружа породичну забаву са диносаурусима у природним окружењима, док паркови Морски свет и Буш баште нуде и образовна искуства, при чему сваки од паркова пружа смештај за неколико хиљада животиња, риба и других морских створења у десетинама атракција и експоната који се фокусирају на образовање о животињском свету.
Основан 1977, Пуј ду Фу је високо цењен тематски парк у Вандеји у Француској. Он је усредсређен је на европску, француску и локалну историју. Парк је добио неколико међународних награда.

### Тематски паркови у породичнм власништву
Неки тематски паркови настали су из традиционалнијих предузећа забавних паркова, попут Натове бери фарме код Буена Парка (Калифорнија). Двадесетих година прошлог века Волтер Нат и његова породица продавали су бобице са штанда поред пута, што је временом прерасло у ресторан који послужује оброке са прженом пилетином. Након неколико година линије испред ресторана би биле дуге, са по неколико сати чекања. Да би забавио госте који чекају, Волтер Нот је 1940. године саградио град духова, користећи зграде пресељене из стварних старих западних градова као што је Калико у Калифорнији и Прескот у Аризони. Породица Нот је 1968. године оградила фарму и почела да наплаћује пријем, а Нотова бери фарма је званично постала тематски парк. Због своје дуге историје, Hотoва бери фарма тренутно тврди да је „први тематски парк у Америци”. Нотова бери фарма је сада у власништву компаније Кедар фер ентертејнмент.
Могуће је да је Лејк Компаунс у Бристолу, Конектикат заправо најстарији забавни парк у САД, јер је отворен од 1846. године. Санта Клоз таун, који је био отворен у Санта Клозу у Индиани 1935. године и садржи Сантин замак од бомбона и друге атракције с темом Санта Клоза, те се према неким изворима исто тако сматра првом тематском атракцијом у Сједињеним Државама: претходницом модерног тематског парка. Педесетих година прошлог века породица Хершенд је преузела операције туристичке атракције, Марвел пећина код Брансона, Мисури. Током следеће деценије они су модернизовали пећину, што је довело до велике потражње за овом атракцијом. Породица Хершенд је отворила рекреацију старог рударског града који је некада постојао поврх пећине Марвел. То мало село је временом постало тематски парк, Силвер долар сити. Парк је и даље у власништву и под оперативном управом Хершендових. Ова породица поседује неколико других паркова, укључујући Доливуд, Селебрејшон сити и Дивље авантуре.

### Регионални паркови
Први регионални забавни парк, као и први парк предузећа Сикс флагс, Шест застава над Тексасом, званично је отворен 1961. године у Арлингтону, Тексас. Први забавни парк Сикс флагса био је визија Ангуса Вајнија млађег и помогао је у стварању модерне, конкурентне индустрије забавних паркова. Крајем 1950-их, Вајни је посетио Дизниленд и био је инспирисан да створи приступачан, ближи и већи забавни парк који би био испуњен фантазијом. Он је следио је Дизнијеве стопе и имао је одељења унутар парка која су одражавала различите крајеве. Подсекције су обухватале Стари југ и низ других које су се позивале на Вајнијеово порекло. Године 1968. је отворен други Сикс Флагсов парк, Шест застава над Џорџијом, а 1971. године Шест застава над средишњом Америком (данас Шест застава Сент Луиса) који је отворен у близини Сент Луиса у Мисурију. Такође 1971. године отворен је Волт Дизнијев свет који је комплекс одмаралишта на Флориди, са Магичним краљевством (1971), Епкотом (1982), Дизнијевим холивудским стидијима (1989) и Дизнијевим животињским краљевством (1998).